# Општина Жилавеле (Јаломица)
Жилавеле (рум. Jilavele) општина је у Румунији у округу Јаломица.
Oпштина се налази на надморској висини од 65 m.